# Crise des réfugiés en Afrique des Grands Lacs
Notes
Plus de 2 millions de réfugiés rwandais dans les pays voisins de l'Afrique des Grands Lacs :
- Zaïre : 1,2 millions, dont 150 000 Hutus burundais ayant fui la guerre civile burundaise et la répression militaire des Tutsis[2].
- Tanzanie : 580 000[1]
- Burundi : 270 000[1]
- Ouganda : 10 000[1]

La crise des réfugiés en Afrique des Grands Lacs désigne la période qui suit le génocide des Tutsi au Rwanda en 1994, et qui voit plus de deux millions de rwandais fuir vers les pays voisins de l'Afrique des Grands Lacs, principalement le Zaïre, la Tanzanie et le Burundi.
La majorité des réfugiés sont des Hutus qui fuient devant l'avancée du Front patriotique rwandais (FPR), largement composé de Tutsis, qui prend peu à peu le contrôle du territoire. Les efforts humanitaires sont gravement entravés car aux réfugiés se joignent de nombreux membres des milices Interahamwe, les troupes des anciennes forces armées rwandaises (ex-FAR) et des membres du gouvernement, qui ont participé au génocide et qui utilisent les camps de réfugiés comme bases arrière pour lancer des attaques au Rwanda pour tenter de renverser le nouveau gouvernement de Paul Kagame, ainsi qu'au Zaïre, où ils attaquent les Tutsis locaux, les Banyarwanda du Nord-Kivu et les Banyamulenge au Sud-Kivu. Les camps établis au Zaïre hébergent des factions largement politisées et armées. De nombreuses organisations humanitaires, prenant conscience que leurs opérations de secours sont détournées au profit des génocidaires, retirent leur soutien dans la région. La situation s'envenime et, en 1996, elle déclenche la première guerre du Congo, où des rebelles soutenus par le FPR envahissent le Zaïre pour rapatrier les réfugiés.